# Hipergigante amarela

Tipos de variáveis intrínsecas no Diagrama de Hertzsprung-Russell mostrando as hipergigantes amarelas acima (ou seja, mais luminosas do que) a faixa de instabilidade de cefeida

Uma hipergigante amarela (YHG) é uma estrela massiva com uma atmosfera estendida, uma classe espectral de A a K e, começando com uma massa inicial de cerca de 20-60 massas solares, e perder tanto quanto a metade dessa massa. Elas estão entre as estrelas mais luminosas visualmente, com magnitude absoluta (MV) em torno de −9, mas também uma das mais raras, com apenas 15 conhecidas na Via Láctea e seis delas em apenas um único aglomerado. Às vezes são chamadas de hipergigantes frias em comparação com estrelas de classe O e B, e às vezes de hipergigantes quentes em comparação com supergigantes vermelhas.

## Classificação
O termo "hipergigante" foi usado já em 1929, mas não para as estrelas atualmente conhecidas como hipergigantes. As hipergigantes são definidas por sua classe de luminosidade '0' e são mais luminosas do que as supergigantes mais brilhantes da classe Ia, embora não tenham sido chamadas de hipergigantes até o final da década de 1970. Outro critério para hipergigantes também foi sugerido em 1979 para algumas outras estrelas quentes com perda de massa altamente luminosa, mas não foi aplicado para estrelas mais frias. Em 1991, Rho Cassiopeiae foi a primeira a ser descrita como uma hipergigante amarela, provavelmente sendo agrupada como uma nova classe de estrelas luminosas durante discussões na Solar physics and astrophysics at interferometric resolution em 1992.
As definições do termo hipergigante permanecem vagas e, embora a classe de luminosidade 0 seja para hipergigantes, elas são mais comumente designadas pelas classes de luminosidade alternativas Ia-0 e Ia+. Suas grandes luminosidades estelares são determinadas a partir de várias características espectrais, que são sensíveis à gravidade de superfície, como as larguras das linhas Hβ em estrelas quentes ou uma forte descontinuidade de Balmer em estrelas mais frias. A gravidade de superfície mais baixa geralmente indica estrelas maiores e, portanto, luminosidades mais altas. Em estrelas mais frias, a força das linhas de oxigênio observadas, como O I a 777.4 nm., pode ser usada para calibrar diretamente contra a luminosidade estelar.
Um método astrofísico usado para identificar definitivamente os hipergigantes amarelas é o chamado critério de Keenan-Smolinski. Aqui, todas as linhas de absorção devem ser fortemente alargadas, além daquelas esperadas de estrelas supergigantes luminosas, e também mostrar fortes evidências de perda significativa de massa. Além disso, pelo menos um componente Hα ampliado também deve estar presente. Eles também podem exibir perfis Hα muito complexos, normalmente com fortes linhas de emissão combinadas com linhas de absorção.
A terminologia das hipergigantes amarelas é ainda mais complicada ao se referir a elas como hipergigantes frias ou hipergigantes quentes, dependendo do contexto. Hipergigantes frias referem-se a todas as estrelas suficientemente luminosas e instáveis mais frias do que hipergigantes azuis e LBVs, incluindo hipergigantes amarelas e vermelhas. O termo hipergigantes quentes tem sido usado para estrelas de classe A e F altamente luminosas em M31 e M33 que não são LBVs, bem como mais geralmente para hipergigantes amarelas.

## Características

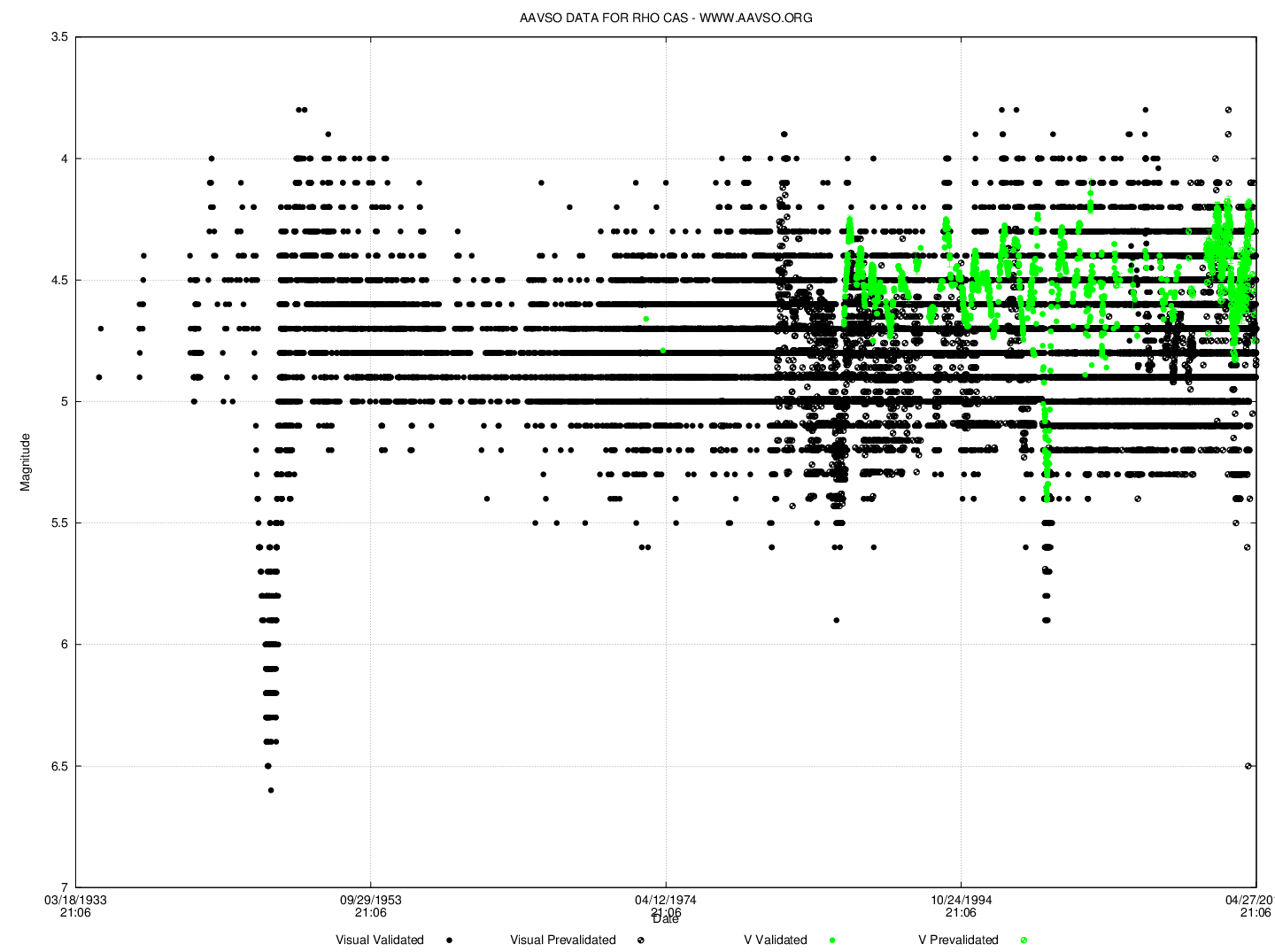
Curva de luz visual para ρ Cassiopeiae de 1933 a 2015

As hipergigantes amarelas ocupam uma região do Diagrama de Hertzsprung-Russell acima da faixa de instabilidade, uma região onde relativamente poucas estrelas são encontradas e onde essas estrelas são geralmente instáveis. As faixas espectrais e de temperatura são de aproximadamente A0-K2 e 4.000 k - 8.000 K, respectivamente. A área é limitada no lado de alta temperatura pelo Yellow Evolutionary Void, onde estrelas com essa luminosidade se tornam extremamente instáveis e experimentam severa perda de massa. O “Yellow Evolutionary Void” separa as hipergigantes amarelas das variáveis azuis luminosas, embora as hipergigantes amarelas em suas variáveis mais quentes e as variáveis luminosas azuis em suas mais frias possam ter aproximadamente a mesma temperatura perto de 8.000 K. No limite de temperatura inferior, as hipergigantes amarelas e as supergigantes vermelhas não estão claramente separados; RW Cephei (aproximadamente 4.000 K, 295.000 L☉) é um exemplo de estrela que compartilha características de hipergigantes amarelas e supergigantes vermelhas.
As hipergigantes amarelas têm uma faixa bastante estreita de luminosidades acima de 200,000 L☉ (por exemplo, V382 Carinae em 212.000 L☉) e abaixo do limite de Humphrey-Davidson em cerca de 600.000 L☉. Com seu pico de saída no meio da faixa visual, essas são as estrelas mais brilhantes visualmente conhecidas, com magnitudes absolutas em torno de −9 or −9.5.
São grandes e um tanto instáveis, com gravidade superficial muito baixa. Onde as supergigantes amarelas têm gravidades superficiais (log g) abaixo de cerca de 2, as hipergigantes amarelas têm log g em torno de zero. Além disso, elas pulsam irregularmente, produzindo pequenas variações de temperatura e brilho. Isso produz taxas de perda de massa muito altas e a nebulosidade é comum ao redor das estrelas. Explosões maiores ocasionais podem obscurecer temporariamente as estrelas.
As hipergigantes amarelas se formam a partir de estrelas massivas após terem evoluído para longe da sequência principal. A maioria das hipergigantes amarelas observadas passou por uma fase de supergigante vermelha e está evoluindo de volta para temperaturas mais altas, mas algumas são vistas na breve primeira transição da sequência principal para a supergigante vermelha. Supergigantes com massa inicial inferior a 20 M☉ explodirão como uma supernova enquanto ainda são supergigantes vermelhas, enquanto estrelas com massa superior a cerca de 60 M☉ nunca irão esfriar além das temperaturas das supergigantes azuis. As faixas de massa exatas dependem da metalicidade e da rotação. As supergigantes amarelas resfriando pela primeira vez podem ser estrelas massivas de até 60 M☉ ou mais, mas estrelas supergigantes pós-vermelhas terão perdido cerca de metade de sua massa inicial.
Quimicamente, a maioria das hipergigantes amarelas mostra uma forte realce superficial de nitrogênio e também de sódio e alguns outros elementos pesados. Carbono e oxigênio são esgotados, enquanto o hélio é aumentado, como esperado para uma estrela pós-sequência principal.

## Evolução
As hipergigantes amarelas claramente evoluíram fora da sequência principal e, portanto, esgotaram o hidrogênio em seus núcleos. A maioria das hipergigantes amarelas são postuladas como supergigantes pós-vermelhas evoluindo para azuis, enquanto as supergigantes amarelas mais estáveis e menos luminosas estão provavelmente evoluindo para supergigantes vermelhas pela primeira vez. Há fortes evidências químicas e de gravidade superficial de que a mais brilhantes das supergigantes amarelas, HD 33579, está atualmente se expandindo de uma supergigante azul para uma supergigante vermelha.
Essas estrelas são duplamente raras porque são muito massivas, estrela de classe O da sequência principal inicialmente quente, mais de 15 vezes mais massivas que o Sol, mas também porque passam apenas alguns milhares de anos na fase de vazio amarelo instável de suas vidas. Na verdade, é difícil explicar até mesmo o pequeno número de hipergigantes amarelas observadas, em relação as supergigantes vermelhas de luminosidade comparável, a partir de modelos simples de evolução estelar. As supergigantes vermelhas mais luminosas podem executar múltiplos "loops azuis", trocando muito de sua atmosfera, mas sem nunca chegar ao estágio de supergigante azul, cada uma levando apenas algumas décadas no máximo. Por outro lado, algumas aparentes hipergigantes amarelas podem ser estrelas mais quentes, como as LBVs "ausentes", mascaradas em uma pseudo-fotosfera fria.
Descobertas recentes de progenitores de supernovas supergigantes azuis também levantaram a questão de saber se as estrelas poderiam explodir diretamente do estágio hipergigante amarela. Um punhado de possíveis progenitores de supernovas supergigantes amarelas foram descobertas, mas todos parecem ter massa e luminosidade relativamente baixas, não hipergigantes. SN 2013cu é uma supernova tipo IIb cujo progenitor foi direta e claramente observado. Era uma estrela evoluída em torno de 8.000 K, apresentando extrema perda de massa de hélio e material enriquecido com nitrogênio. Embora a luminosidade não seja conhecida, apenas uma variável amarela hipergigante ou azul luminosa em explosão teria essas propriedades.
Modelos modernos sugerem que estrelas com uma certa faixa de massas e taxas de rotação podem explodir como supernovas sem nunca se tornarem supergigantes azuis novamente, mas muitas eventualmente passarão direto pelo vazio amarelo e se tornarão variáveis luminosas azuis de baixa massa e baixa luminosidade e possivelmente estrela Wolf-Rayet depois disso. Especificamente, estrelas mais massivas e aquelas com maiores taxas de perda de massa devido à rotação ou alta metalicidade irão evoluir além do estágio hipergigante amarela para temperaturas mais altas antes de atingir o colapso do núcleo.

## Estrutura

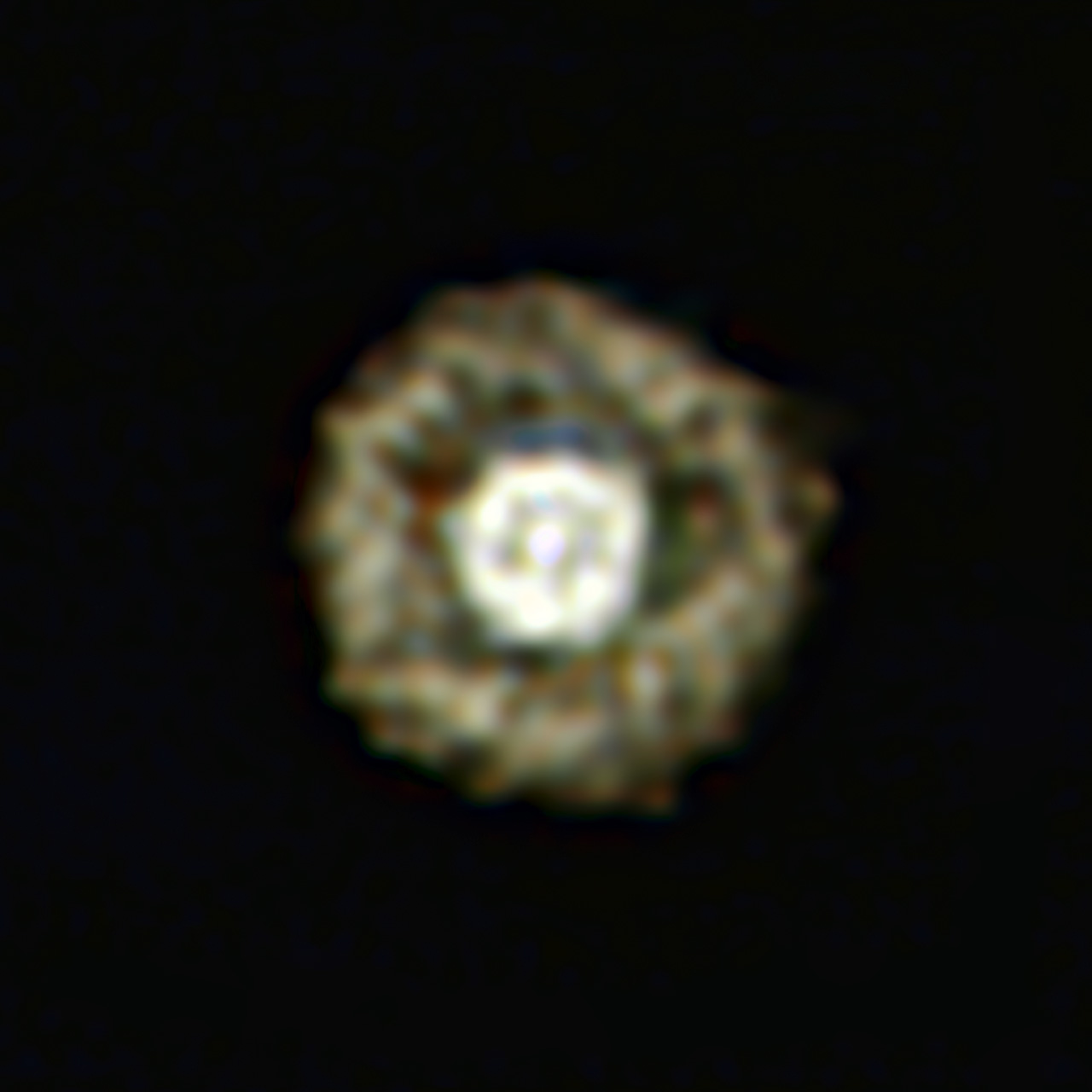
IRAS 17163-3907 é uma hipergigante amarela que mostra claramente o material expelido que provavelmente envolve todas as hipergigantes amarelas

De acordo com os modelos físicos atuais de estrelas, uma hipergigante amarela deveria possuir um núcleo convectivo rodeado por uma zona radiativa, ao contrário de uma estrela do tamanho do Sol, que consiste em um núcleo radiativo rodeado por uma zona convectiva. Devido à sua extrema luminosidade e estrutura interna, as hipergigantes amarelas sofrem altas taxas de perda de massa e geralmente são cercadas por envelopes de material expelido. Um exemplo das nebulosas que podem resultar é a IRAS 17163-3907, conhecido como Fried Egg (Ovo Frito), que expulsou várias massas solares de material em apenas algumas centenas de anos.
A hipergigante amarela é uma fase esperada de evolução, já que as supergigantes vermelhas mais luminosas evoluem para azuis, mas também podem representar um tipo diferente de estrela. As LBVs durante a erupção têm ventos tão densos que formam uma pseudo-fotosfera que aparece como uma estrela maior e mais fria, apesar da supergigante azul subjacente estar praticamente inalterada. Observou-se que elas têm uma faixa muito estreita de temperaturas em torno de 8.000 K. No salto de biestabilidade que ocorre em torno de 21.000 K, os ventos das supergigantes azuis tornam-se várias vezes mais densas e podem resultar em uma pseudo-fotosfera ainda mais fria. Nenhum LBVs é observado logo abaixo da luminosidade onde o salto de biestabilidade cruza a faixa de instabilidade de S Doradus (não deve ser confundida com a faixa de instabilidade de cefeida), mas teoriza-se que elas existem e aparecem como hipergigantes amarelas por causa de suas pseudo-fotosferas.

## Hipergigantes amarelas conhecidas
- Rho Cassiopeiae
- V509 Cassiopeiae
- R Puppis[31]
- IRC +10420 (V1302 Aql)
- IRAS 18357-0604[32]

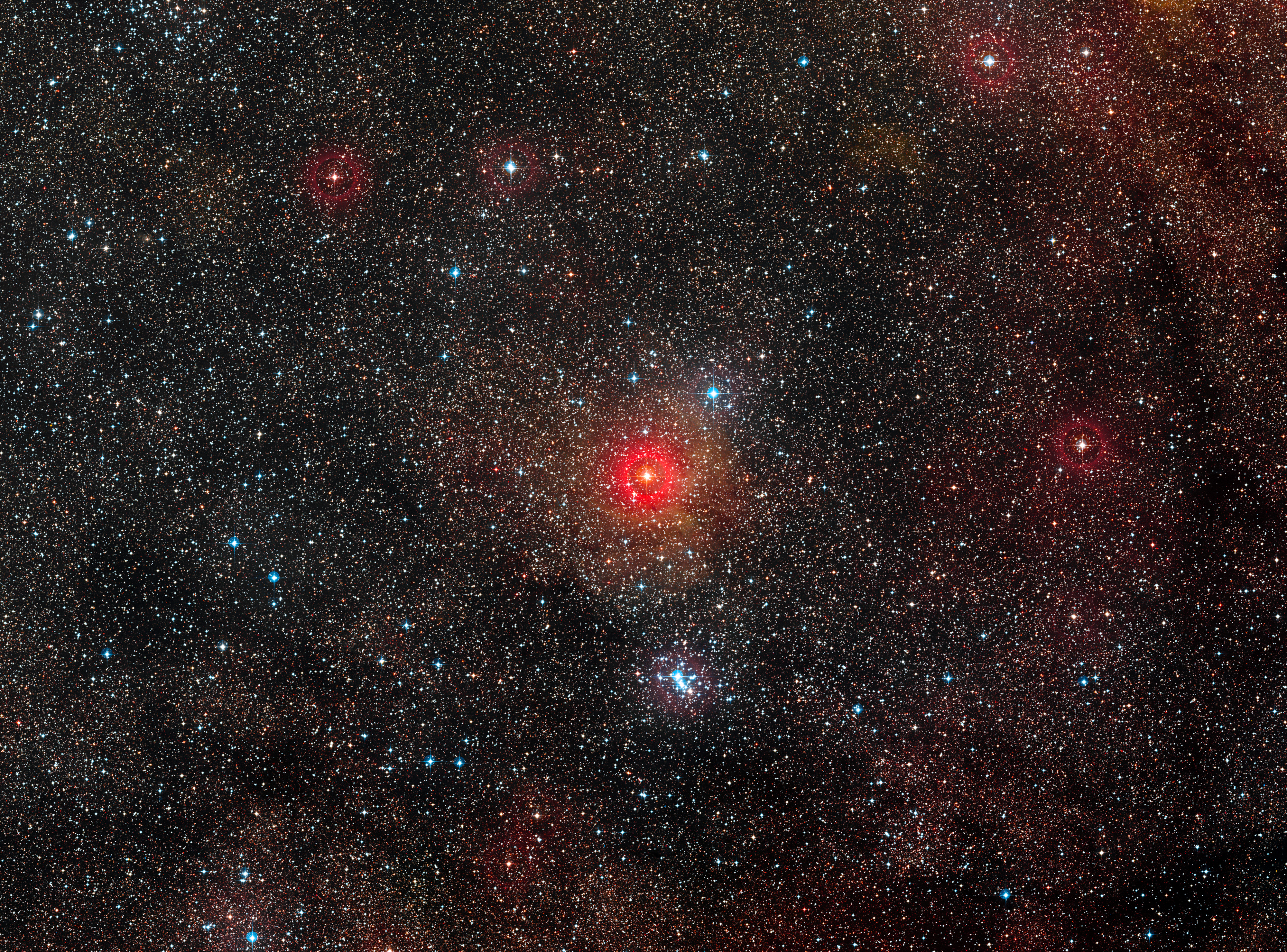
HR 5171, a hipergigante amarela, vista como a estrela amarela brilhante no centro da imagem

- V766 Centauri (= HR 5171A) (possivelmente uma supergigante vermelha)[33]
- HD 179821
- IRAS 17163-3907
- V382 Carinae
- RSGC1-F15[34]

Em Westerlund 1:
- W4
- W8a
- W12a
- W16a
- W32
- W265

Em outras galáxias:
- HD 7583 (R45 em SMC)[10]
- HD 33579 (em LMC)
- HD 269723 (R117 em LMC)[10]
- HD 269953 (R150 em LMC)[10]
- HD 268757 (R59 em LMC)[10]
- Variável A (em M33)[36]
- B324 (em M33)[36]
- LGGS J013250.70+304510.6[37]
- Sextans A 7[38]